# Río Naranjos
Der Río Naranjos, im Oberlauf auch Quebrada San Pedro, ist ein 54 km langer rechter Nebenfluss des Río Mayo in der Provinz Rioja in der Region San Martín im zentralen Norden Perus.

## Flusslauf
Der Río Naranjos entspringt in einem Höhenkamm im äußersten Süden des Distrikts Pardo Miguel. Das Quellgebiet liegt auf einer Höhe von etwa 3300 m innerhalb des Waldschutzgebietes Bosque de Protección Alto Mayo. Es wird von den beiden Bergen Cerro Ignacio (4025 m) im Westen und Cerro Campanario (3977 m) im Osten flankiert. Der Río Naranjos fließt anfangs etwa 14 km in nördlicher Richtung durch das Bergland. Anschließend durchschneidet er einen Höhekamm in östlicher Richtung und wendet sich direkt im Anschluss in Richtung Nordnordost. Bei Flusskilometer 20 erreicht er eine Beckenlandschaft am Oberlauf des Río Mayo. Bei Flusskilometer 10 fließt er nördlich an der Stadt Naranjos vorbei. Auf den letzten acht Kilometern durchquert der Fluss die Beckenlandschaft in Richtung Nordnordost und mündet nahe der Ortschaft Alto Mayo in den nach Osten strömenden Río Mayo.

## Einzugsgebiet
Das Einzugsgebiet des Río Naranjos umfasst eine Fläche von 408 km². Es erstreckt sich über den Osten des Distrikts Pardo Miguel. Das Einzugsgebiet grenzt im Westen an das des Río Serranoyacu, im Südwesten an das des Río Imaza, im Südosten an das des Río Naranjillo sowie im Nordosten an das des Río Túmbaro. Der Höhenkamm ist überwiegend bewaldet. Die Beckenlandschaft besteht hauptsächlich aus landwirtschaftlichen Nutzflächen. Es gibt aber auch urbane Flächen mit der Stadt Naranjos.